# 교토 25시
《교토 25시》는 1991년 12월 4일부터 1992년 1월 30일까지 방송되었던 KBS 2TV 수목 드라마로 일본 교토를 거점으로 활동한 재일 교포 사업가 유봉식 씨의 삶을 그렸다.
한편, 이 프로그램은 당초 《MK의 기적》이라는 제목으로 기획되었으나 MK 택시의 간접 선전이 될 우려도 있고 매우 직설적이다는 판단이 제기되자 교체됐다.
아울러, TV 30년 특집으로 기획되었는데 1991년 8월부터 독자 기획되어 11월 한 달 동안 일본 현지 촬영을 마친 상태에서 방송을 불과 1주일 앞두고 갑자기 특집으로 편성됐으며 이 과정에서 "알맹이는 없고 포장만 요란하다"는 지적을 받아왔다.

## 제작진

### 원작
- 최무영

### 극본
- 송원탁

### 연출
- 장형일

## 출연진
- 강문영 : 시즈에 역
- 박진성 : 세이치 역
- 이순재 : 이시다 회장 역
- 임동진 : 유봉식 역
- 한혜숙 : 후미코 역
- 김민기
- 김성겸
- 반효정
- 백윤식
- 사미자
- 이신재
- 조재훈